# Anisophyllea grandis
Anisophyllea grandis är en tvåhjärtbladig växtart som beskrevs av George Bentham. Anisophyllea grandis ingår i släktet Anisophyllea och familjen Anisophylleaceae. Inga underarter finns listade i Catalogue of Life.